# Shocker (film)
Shocker (titlu original: Shocker) este un film american slasher din 1989 regizat de Wes Craven. Rolurile principale au fost interpretate de actorii Michael Murphy, Peter Berg, Cami Cooper și Mitch Pileggi.
Filmul a fost lansat de Universal Pictures la 27 octombrie 1989 și a încasat 16,6 milioane de dolari americani.

## Prezentare
Jonathan Parker (Peter Berg), un tânăr fotbalist, după o comoție începe să aibă vise profetice despre ucigașul-maniac Horace Pinker (Mitch Pileggi), care masacrează familii întregi în orașul lor. Pe baza declarațiilor lui Jonathan, poliția începe să caute un maniac care este capabil să se modifice dincolo de recunoaștere vizuală. Membrii familiei lui Jonathan devin următoarele victime ale maniacului. Tatăl său, locotenentul Don Parker (Michael Murphy), încearcă să găsească pe cineva care i-a distrus viața.

## Distribuție
- Michael Murphy - Lt. Don Parker
- Peter Berg - Jonathan Parker
- Camille Cooper - Alison Clemens
- Mitch Pileggi - Horace Pinker
- Sam Scarber - Sidney Cooper
- Richard Brooks - Rhino
- Vincent Guasteferro - Pastori
- Ted Raimi - Pac Man
- Heather Langenkamp - Victima: Langenkamp a portretizat-o anterior pe eroina Nancy Thompson în filmele lui Craven, Coșmar pe Strada Ulmilor ( 1984) și Coșmar pe strada Ulmilor: Războinicii din vis (1987). În acest film, ea are o scurtă apariție cameo - ca prima victimă a lui Horace Pinker prezentată la știrile TV.
- Dr. Timothy Leary -  evanghelistul de la televiziune
- Kane Roberts - Road Worker: chitaristul din trupa Alice Cooper.
- Wes Craven - Omul vecin
- Jessica Craven - Contrapersonă: Jessica este fiica lui Craven.
- Jonathan Craven - Jogger: Jonathon este fiul lui Craven și a lucrat - coordonatorul efectelor vizuale al filmului.
- John Tesh - prezentatorul de știri TV
- Michael Matthews - Evil Mouth
- Eugene Chadbourne - Omul în bar

## Coloană sonoră
Contribuțiile muzicale originale au inclus cântece ale lui Alice Cooper (care mai târziu avea să joace rolul tatălui adoptiv abuziv al lui Freddy Krueger, domnul Underwood, în Sfârșitul lui Freddy: Coșmarul final) și Megadeth, care a interpretat hitul din 1973 al lui Alice Cooper „No More Mr. Nice Guy”, printre alții. Melodia titulară a fost scrisă de Jean Beauvoir și Desmond Child și înregistrată de The Dudes of Wrath, un super-grup format din Paul Stanley și Kiss și Desmond Child, ambii la voce, Vivian Campbell și Guy Mann-Dude la chitare, Rudy Sarzo de la Whitesnake la chitară bas și Tommy Lee de la Mötley Crüe la tobe. Trupa a inclus, de asemenea, vocale ale basistului Van Halen Michael Anthony și Kane Roberts. Coloana sonoră a fost lansată de Capitol/SBK
Records în 1989.
| Soundtrack listing |                                             |                    |         |  |
| Nr.                | Titlu                                       | Artist             | Lungime |  |
| 1.                 | „Shocker”                                   | The Dudes of Wrath | 3:58    |  |
| 2.                 | „Love Transfusion”                          | Iggy Pop           | 4:22    |  |
| 3.                 | „No More Mr. Nice Guy” (Alice Cooper cover) | Megadeth           | 3:02    |  |
| 4.                 | „Sword & Stone”                             | Bonfire            | 3:57    |  |
| 5.                 | „Timeless Love”                             | Saraya             | 4:08    |  |
| 6.                 | „Shockerdance”                              | The Dudes of Wrath | 4:31    |  |
| 7.                 | „Demon Bell (The Ballad Of Horace Pinker)”  | Dangerous Toys     | 3:56    |  |
| 8.                 | „The Awakening”                             | Voodoo X           | 6:02    |  |
| 9.                 | „Different Breed”                           | Dead On            | 3:48    |  |
| 10.                | „Shocker (Reprise)”                         | The Dudes Of Wrath | 2:54    |  |